# Pienice (gromada)
Pienice – dawna gromada, czyli najmniejsza jednostka podziału terytorialnego Polskiej Rzeczypospolitej Ludowej w latach 1954–1972.
Gromady, z gromadzkimi radami narodowymi (GRN) jako organami władzy najniższego stopnia na wsi, funkcjonowały od reformy reorganizującej administrację wiejską przeprowadzonej jesienią 1954 do momentu ich zniesienia z dniem 1 stycznia 1973, tym samym wypierając organizację gminną w latach 1954–1972.
Gromadę Pienice z siedzibą GRN w Pienicach utworzono – jako jedną z 8759 gromad na obszarze Polski – w powiecie makowskim w woj. warszawskim, na mocy uchwały nr VI/10/6/54 WRN w Warszawie z dnia 5 października 1954. W skład jednostki weszły obszary dotychczasowych gromad Biernaty, Józefowo, Krasnosielc Leśny, Pienice i Wola Włościańska ze zniesionej gminy Krasnosielc oraz obszary dotychczasowych gromad Boruty, Olki-Kurzątki i Rawy ze zniesionej gminy Sypniewo tymże powiecie. Dla gromady ustalono 15 członków gromadzkiej rady narodowej.
31 grudnia 1959 z gromady Pienice wyłączono wsie Boruty, Olki i Rawy, włączając je do gromady Sypniewo w tymże powiecie, po czym gromadę Pienice zniesiono a jej (pozostały) obszar włączono do gromady Krasnosielc tamże.